# Sabana Grande (Puerto Rico)

Sabana Grande es un pueblo y municipio de Puerto Rico ubicado al norte de Lajas y Guánica; al sur de Maricao; al este de San Germán; y al oeste de Yauco. Sabana Grande se extiende sobre siete barrios y Sabana Grande Pueblo (el centro de la ciudad y el centro administrativo de la ciudad). Es parte del Área Estadística Metropolitana 2  de San Germán-Cabo Rojo.

## Historia
El nombre del municipio proviene de la extensa llanura que ocupa la parte sur del municipio, la cual se extiende hacia el oeste hasta San Germán y Hormigueros, mejor conocida como el Valle de Sabana Grande (en español, valle de la gran sabana; la palabra "sabana" en español y "savanna" en inglés provienen de la palabra taína para "llanuras"). Según el historiador Mario Villar Roces, antes de 1808 existía una comunidad con su propia iglesia en el terreno que hoy se conoce como Sabana Grande Arriba (literalmente "sabana grande superior"). Evidencia de esto es el registro bautismal más antiguo que se conserva de la zona, ya que Sabana Grande fue originalmente un sector del municipio de San Germá. 
"Debido a que la comunidad estaba tan lejos del centro de San Germán, los residentes sintieron la necesidad de construir una iglesia, que fue establecida como auxiliar de la parroquia de San Germán. La iglesia fue construida y dedicada a San Isidro Labrador y Santa María de la Cabeza."
Durante el dominio español, para que se pudiera establecer un pueblo, era necesario que ocurriera lo siguiente: Un grupo de vecinos que querían fundar un pueblo tenían que otorgar un poder notarial a uno o más vecinos para que los representaran ante el gobernador y el virrey. Esta persona podía autorizar la fundación del pueblo y el establecimiento de una parroquia. Los otorgantes del poder notarial debían ser mayoría en el territorio dado y más de diez en número. Una vez presentada la solicitud, el gobernador nombraba a un "capitán poblador" o funcionario de asentamiento para representar a los vecinos y uno o más delegados, que usualmente vivían en aldeas cercanas. Se requería prueba de que el asentamiento estaba tan lejos de una iglesia que era muy difícil para los colonos participar de los sacramentos y los servicios municipales. Generalmente, se proporcionaba prueba de la ausencia o mal estado de los caminos y puentes. Si se aprobaba la petición, se requería que los vecinos demarcaran el nuevo municipio y construyeran obras públicas como una iglesia, una casa parroquial, una casa de gobierno (Casa del Rey), un matadero y un cementerio, y que apartaran tierras para la plaza del pueblo y los ejidos. Se esperaba que los vecinos cubrieran el costo de la construcción de estas obras mediante la imposición de contribuciones especiales. Generalmente, uno de los propietarios de tierras donaba algo de tierra para la fundación. Una vez cumplidos los requisitos, el gobernador autorizaba la fundación del pueblo y la parroquia, y nombraba a un Teniente de Guerra, que generalmente era el mismo capitán poblador.
Existe cierto debate sobre cuándo se fundó Sabana Grande. Algunos dicen que se estableció en 1808, mientras que otros dicen que se estableció en 1813, un año después de que el pueblo se estableciera políticamente en 1812. El historiador Villar Roces sostiene que, aunque la fecha exacta de la fundación del pueblo no se encuentra en ningún documento de los archivos municipales, 1813 debería considerarse el año de su fundación legal porque coincide con la fecha del primer documento de registro. En la entrada número 23 del tercer libro de matrimonios, fechada el 1 de julio de 1813, el sacerdote se identifica como "Sacerdote Ecónomo de la Iglesia Parroquial de Sabana Grande", mientras que en las entradas anteriores se les llamaba "Sacerdotes Asistentes" o "Coadjutores de la Villa de San Germán".
Sabana Grande se convirtió en una parroquia independiente, bajo su propia jurisdicción, en junio de 1813, con el primer párroco de la Iglesia de San Isidro Labrador y Santa María de la Cabeza siendo Martín Antonio Borreli.
El 21 de diciembre de 1814, Pedro de Acosta asumió el cargo de primer capitán general de Sabana Grande. Algunos historiadores locales afirman que donó setenta cuerdas de tierra donde se establecieron la Casa del Rey, la casa del sacerdote, una plaza, una carnicería y un cementerio. Otros dicen que estas tierras fueron donadas por Joaquín P. Rodríguez de la Seda y Almodóvar. Villar Roces añade que Juan Francisco de Acosta, hermano del alcalde y párroco de Sabana Grande, donó su casa al pueblo para que pudiera ser utilizada como Casa del Rey o casa del consejo.
Las primeras familias de Sabana Grande fueron los Vélez Borrero, García Almodóvar, Nazario de Figueroa, Acosta, Sanabria, Lugo, Rivera, Sepúlveda, del Toro, Montalvo, Irizarry, Borreli, Ramírez, Torres, Matos, Pabón-Dávila, Quiñones, Rodríguez de la Renta, Soltero, Segarra, Ortiz de la Renta, Ortiz de Peña, Saavedra y otros. También, familias catalanas con los apellidos Busigó, Malaret y Serra, y un grupo de inmigrantes gallegos con el apellido Soto, todos se establecieron en el pueblo desde su fundación.
El huracán María, el 20 de septiembre de 2017, provocó numerosos deslizamientos de tierra en Sabana Grande debido a la significativa cantidad de lluvia.

## Geografía
Sabana Grande se encuentra en el suroeste de Puerto Rico, en el Valle de Lajas. Hay varios ríos en la zona: el Río Guanajibo y sus afluentes, el Río Coco, el Río Flores y el Río Grande.

### Barrios
Subdivisiones de Sabana Grande.
Al igual que todos los municipios de Puerto Rico, Sabana Grande está subdividido en barrios. Los edificios municipales, la plaza central y la gran iglesia católica están ubicados en un barrio conocido como “el pueblo”.
1. Machuchal
2. Rayo
3. Rincón
4. Sabana Grande barrio-pueblo
5. Santana
6. Susúa
7. Tabonuco
8. Torre

### Sectores
Los barrios (que son como divisiones civiles menores) y los subbarrios están subdivididos en áreas más pequeñas llamadas sectores. Los tipos de sectores pueden variar, desde el sector normal hasta urbanización, reparto, barriada, residencial, entre otros.

## Economía
Frutas y ganado a pequeña escala.

## Personas distinguidas
Confesor Acosta Ocasio (Liso)